# TomTicket
TomTicket é um software brasileiro de atendimento ao cliente e help desk, voltado para a gestão de suporte técnico, central de ajuda e relacionamento com consumidores. A plataforma possibilita o registro, acompanhamento e organização de chamados, além de oferecer recursos como chatbot com inteligência artificial, relatórios personalizados e integração com outros sistemas de gestão.

## História
A empresa foi fundada em 2013, no Brasil, com o objetivo de oferecer uma solução digital para empresas que necessitavam centralizar e organizar seus atendimentos. Desde sua criação, a TomTicket tem expandido sua atuação em diversos setores, como tecnologia, e-commerce, educação e serviços.

## Funcionalidades
Entre os principais recursos da TomTicket estão:
- Gestão de chamados: abertura, atribuição e acompanhamento de tickets de suporte.
- Chat online: atendimento em tempo real com clientes.
- Chatbot com inteligência artificial: automação de respostas e suporte inicial.
- Relatórios personalizados: criação de relatórios para monitoramento de desempenho.
- Base de conhecimento: artigos e tutoriais para autoatendimento.
- Integrações: conexão com ferramentas de CRM, ERP e plataformas de comunicação.

## Atuação
O software é utilizado por pequenas, médias e grandes empresas em diferentes segmentos, oferecendo planos de contratação variados conforme a necessidade do time de atendimento.
1. ↑  «TomTicket - Sistema de Help Desk e Atendimento Online». TomTicket - Sistema de Help Desk e Atendimento Online. Consultado em 19 de agosto de 2025
2. ↑  «TomTicket - Sistema de Help Desk e Atendimento Online». TomTicket - Sistema de Help Desk e Atendimento Online. Consultado em 19 de agosto de 2025
3. ↑  «TomTicket - Sistema de Help Desk e Atendimento Online». TomTicket - Sistema de Help Desk e Atendimento Online. Consultado em 19 de agosto de 2025